# Vestby
Vestby és un municipi situat al comtat d'Akershus, Noruega. Té 16.732 habitants (2016) i té una superfície de 134 km². El centre administratiu del municipi és el poble homònim.